# ژولی نقابدار
ژولی نقابدار (نام علمی: Julidochromis transcriptus) گونه‌ای از سیچلایدها و بومی دریاچه تانگانیکا در آفریقا است که فقط در امتداد ساحل شمال غربی یافت می‌شود و مناطقی با بسترهای سنگی را ترجیح می‌دهند. ژولی‌های نقابدار از زئوپلانکتون‌ها و بی مهرگان اعماق دریا تغذیه می‌کنند و تا ۷ سانتیمتر (۲٫۸ اینچ) TL رشد می‌کنند.